# Nygellus symmetricus
Nygellus symmetricus är en rundmaskart. Nygellus symmetricus ingår i släktet Nygellus och familjen Nygolaimidae. Inga underarter finns listade i Catalogue of Life.